# Liste der Mitglieder des Landtages des Saarlandes (15. Wahlperiode)
- Linke: 8
- Piraten: 4
- Grüne: 2
- SPD: 18
- CDU: 19

Diese Liste gibt einen Überblick über die Mitglieder des Landtags des Saarlandes am Beginn der 15. Wahlperiode (2012–2017).

## Zusammensetzung
Gemäß dem amtlichen Endergebnis der Wahl vom 25. März 2012 setzten sich die 51 Mandate des Landtages wie folgt zusammen:
| Fraktion                                          | Sitze |
| ------------------------------------------------- | ----- |
| Christlich Demokratische Union Deutschlands (CDU) | 19    |
| Sozialdemokratische Partei Deutschlands (SPD)     | 18    |
| Die Linke                                         | 8     |
| Piratenpartei Deutschland (PIRATEN)               | 4     |
| Bündnis 90/Die Grünen (GRÜNE)                     | 2     |

Am 26. Januar 2015 trat der Piraten-Abgeordnete Neyses zu den Grünen über, so dass beide Fraktionen seither drei Mitglieder zählten.

## Präsidium
| Funktion             | Mitglied des Landtages                                                                                       |
| -------------------- | --- |
| Landtagspräsident    | Hans Ley (CDU) († 16. Juli 2015) Isolde Ries (SPD) (kommissarisch) Klaus Meiser (CDU) (ab 11. November 2015) |
| 1. Vizepräsidentin   | Isolde Ries (SPD)                                                                                            |
| 2. Vizepräsident     | Rolf Linsler (Die Linke) († 27. September 2013) Barbara Spaniol (Die Linke) (seit 16. Oktober 2013)          |
| 1. Schriftführer     | Michael Neyses (Piraten)                                                                                     |
| 2. Schriftführer(in) | Simone Peter (Grüne) Klaus Kessler (Grüne) (seit 20. November 2013)                                          |
| 3. Schriftführerin   | Dagmar Heib (CDU)                                                                                            |
| 4. Schriftführer     | Reinhold Jost (SPD)                                                                                          |
| 5. Schriftführer     | Tobias Hans (CDU)                                                                                            |

## Fraktionsvorsitzende
CDU-Fraktion
Klaus Meiser, bis 11. November 2015
Tobias Hans, seit 24. November 2015
SPD-FraktionStefan Pauluhn
DIE LINKE-FraktionOskar Lafontaine
PIRATEN-FraktionMichael Hilberer
GRÜNE-FraktionHubert Ulrich

## Abgeordnete
| Bild | Mitglied des Landtages        | Lebens- daten | Partei  | Wahlkreis   | Anmerkungen |
| ---- | ----------------------------- | ------------- | ------- | ----------- | --- |
|      | Andreas Augustin              | 1979          | PIRATEN | Saarbrücken | |
|      | Monika Bachmann               | 1950          | CDU     | Saarlouis   | ausgeschieden am 9. Mai 2012                                                                                        |
|      | Günter Becker                 | 1954          | CDU     | Neunkirchen | |
|      | Petra Berg                    | 1964          | SPD     | Saarlouis   | |
|      | Heinz Bierbaum                | 1946          | LINKE   | Landesliste | |
|      | Christiane Blatt              | 1966          | SPD     | Saarbrücken | |
|      | Ulrich Commerçon              | 1968          | SPD     | Saarbrücken | |
|      | Uwe Conradt                   | 1977          | CDU     | Saarbrücken | nachgerückt im August 2012 für Peter Jacoby, nach Wahl zum Direktor der Landesmedienanstalt Saar ausgeschieden      |
|      | Pia Döring                    | 1960          | SPD     | Neunkirchen | noch vor der Konstituierung von den Linken übergetreten                                                             |
|      | Elke Eder-Hippler             | 1958          | SPD     | Neunkirchen | |
|      | Dagmar Ensch-Engel            | 1955          | LINKE   | Saarlouis   | |
|      | Frank Finkler                 | 1970          | CDU     | Saarlouis   | im Oktober 2015 ausgeschieden, da jetzt Direktor des Landesrechnungshofes                                           |
|      | Jasmin Freigang (geb. Maurer) | 1989          | PIRATEN | Landesliste | |
|      | Petra Fretter                 | 1959          | CDU     | Saarbrücken | nachgerückt im Mai 2016 für Uwe Conradt                                                                             |
|      | Ralf Georgi                   | 1967          | LINKE   | Neunkirchen | |
|      | Christian Gläser              | 1966          | CDU     | Neunkirchen | nachgerückt am 16. Mai 2012 für Gaby Schäfer                                                                        |
|      | Tobias Hans                   | 1978          | CDU     | Neunkirchen | |
|      | Dagmar Heib                   | 1963          | CDU     | Saarlouis   | nachgerückt am 16. Mai 2012 für Monika Bachmann                                                                     |
|      | Günter Heinrich               | 1957          | CDU     | Saarlouis   | |
|      | Michael Hilberer              | 1979          | PIRATEN | Neunkirchen | |
|      | Birgit Huonker                | 1961          | LINKE   | Saarbrücken | Nachrückerin für verstorbenen Rolf Linsler                                                                          |
|      | Peter Jacoby                  | 1951          | CDU     | Saarbrücken | ausgeschieden im August 2012, wurde Geschäftsführer von Saartoto                                                    |
|      | Hans-Gerhard Jene             | 1961          | CDU     | Neunkirchen | Nachrücker für den verstorbenen Hans Ley                                                                            |
|      | Reinhold Jost                 | 1966          | SPD     | Saarlouis   | |
|      | Magnus Jung                   | 1971          | SPD     | Neunkirchen | |
|      | Georg Jungmann                | 1956          | CDU     | Saarlouis   | ausgeschieden am 9. Mai 2012                                                                                        |
|      | Klaus Kessler                 | 1951          | GRÜNE   | Landesliste | seit Anfang November 2013 Mitglied als Nachrücker für Simone Peter                                                  |
|      | Gisela Kolb                   | 1957          | SPD     | Neunkirchen | |
|      | Annegret Kramp-Karrenbauer    | 1962          | CDU     | Landesliste | |
|      | Stefan Krutten                | 1960          | SPD     | Saarlouis   | Nachrücker für Heiko Maas                                                                                           |
|      | Heike Kugler                  | 1962          | LINKE   | Landesliste | |
|      | Helma Kuhn-Theis              | 1953          | CDU     | Saarlouis   | ausgeschieden im Mai 2012, jetzt Bevollmächtigte für Europaangelegenheiten des Saarlandes                           |
|      | Hans Peter Kurtz              | 1955          | SPD     | Landesliste | |
|      | Oskar Lafontaine              | 1943          | LINKE   | Saarlouis   | |
|      | Hans Ley                      | 1954–2015     | CDU     | Neunkirchen | † 16. Juli 2015 |
|      | Rolf Linsler                  | 1942–2013     | LINKE   | Saarbrücken | Alterspräsident, † 27. September 2013                                                                               |
|      | Heiko Maas                    | 1966          | SPD     | Saarlouis   | ausgeschieden, dann Bundesminister für Justiz und Verbraucherschutz                                                 |
|      | Klaus Meiser                  | 1954          | CDU     | Saarbrücken | |
|      | Ruth Meyer                    | 1965          | CDU     | Neunkirchen | |
|      | Michael Neyses                | 1968          | GRÜNE   | Saarlouis   | am 26. Januar 2015 von den PIRATEN übergetreten                                                                     |
|      | Stefan Palm                   | 1979          | CDU     | Saarlouis   | nachgerückt im Juni 2012 für Helma Kuhn-Theis                                                                       |
|      | Stefan Pauluhn                | 1962          | SPD     | Neunkirchen | |
|      | Simone Peter                  | 1965          | GRÜNE   | Landesliste | Anfang November 2013 aus dem Landtag ausgeschieden, Mandatsverzicht als Bundesvorsitzende von Bündnis 90/Die Grünen |
|      | Anke Rehlinger                | 1976          | SPD     | Saarlouis   | |
|      | Isolde Ries                   | 1956          | SPD     | Saarbrücken | |
|      | Gisela Rink                   | 1951          | CDU     | Saarbrücken | |
|      | Eugen Roth                    | 1957          | SPD     | Landesliste | |
|      | Gaby Schäfer                  | 1957          | CDU     | Neunkirchen | ausgeschieden am 9. Mai 2012                                                                                        |
|      | Hermann-Josef Scharf          | 1961          | CDU     | Neunkirchen | |
|      | Volker Schmidt                | 1957          | SPD     | Saarbrücken | |
|      | Thomas Schmitt                | 1973          | CDU     | Saarlouis   | nachgerückt am 16. Mai 2012 für Georg Jungmann                                                                      |
|      | Astrid Schramm                | 1956          | LINKE   | Saarbrücken | |
|      | Barbara Spaniol               | 1963          | LINKE   | Neunkirchen | |
|      | Peter Strobel                 | 1970          | CDU     | Saarbrücken | |
|      | Roland Theis                  | 1980          | CDU     | Landesliste | |
|      | Stefan Thielen                | 1977          | CDU     | Saarlouis   | Nachrücker für den ausgeschiedenen Frank Finkler                                                                    |
|      | Sebastian Thul                | 1980          | SPD     | Neunkirchen | |
|      | Stephan Toscani               | 1967          | CDU     | Neunkirchen | |
|      | Hubert Ulrich                 | 1957          | GRÜNE   | Landesliste | |
|      | Günter Waluga                 | 1954          | SPD     | Neunkirchen | |
|      | Bernd Wegner                  | 1957          | CDU     | Saarbrücken | |
|      | Margriet Zieder-Ripplinger    | 1961          | SPD     | Landesliste | |